# El Cuitzillo Grande
El Cuitzillo Grande är en ort i Mexiko.   Den ligger i kommunen Tarímbaro och delstaten Michoacán de Ocampo, i den södra delen av landet, 210 km väster om huvudstaden Mexico City. El Cuitzillo Grande ligger 1 858 meter över havet och antalet invånare är 1 130.
Terrängen runt El Cuitzillo Grande är kuperad norrut, men söderut är den platt. Runt El Cuitzillo Grande är det ganska tätbefolkat, med 70 invånare per kvadratkilometer. Närmaste större samhälle är Morelia, 11,2 km sydväst om El Cuitzillo Grande. I omgivningarna runt El Cuitzillo Grande växer huvudsakligen savannskog.